# Пьотър Галперин
Пьотър Яковлевич Галперин (на руски: Пётр Яковлевич Гальперин) е руски психолог, доктор на педагогическите науки (1965) и професор (1967).

## Научна дейност
Галперин има оригинални схващания за предмета на психологическите изследвания и за спецификата на психическото развитие на човека. Предполага, че само един аспект от дейността – ориентировъчният, може да бъде предмет на психологическо изследване. Това е ново, оригинално определяне на предмета на психологията – към душата, съзнанието, поведението и дейността. Той разработва оригинална теория за ученето и образованието, която нарича теория за планомерно поетапно формиране на умствената дейност на човека. Определя видовете и свойствата на човешките действия, типовете ориентировъчна основа на действията и съответните им типове учене – скала на поетапното формиране. Във всяко действие Галперин вижда 2 основни части: ориентировъчна и изпълнителска. Ориентировъчната определя пътищата и начините на действие, а изпълнителската ги реализира.
Разработените от Галперин идеи за психическото развитие са надеждна основа за качествено подобрение на обучението по различни предмети, в различни възрасти. Идеите му интензивно се използват като теоретична и методологична основа за разработване на система за програмирано обучение. Като изключителен лектор по история на психологията в Московския университет, чрез лекциите си той запознава поколения студенти със западната психология през XX век.
Сред неговите докторанти е проф. Любомир Георгиев.

## Основни публикации
- Психологическое отличие орудий человека от вспомогательных средств животного. Кандидатская диссертация, Харьков, 1937.
- Об установке в мышлении. – Труды республиканской конференции по педагогике и психологии. Киев, 1941 (на укр. яз.)
- К вопросу о внутренней речи Архив на оригинала от 2007-12-10 в Wayback Machine.. (Доклады АПН РСФСР, 1957, № 4), idem, idem
- Развитие исследований по формированию умственных действий // Психологическая наука в СССР. Т. 1. М., 1959;
- Основные результаты исследований по проблеме „Формирование умственных действий и понятий“. М., 1965;
- Гальперин П. Я. Психология мышления и учение о поэтапном формировании умственных действий. – Исследования мышления в советской психологии. М., 1966 // Введение в психологию. М., 1976.
- Экспериментальное исследование внимания. М., 1974 (в соавт.);
- Введение в психологию. М., 1976;
- Актуальные проблемы возрастной психологии. М., 1978;
- Методы обучения и умственное развитие ребенка. М., 1985;
- Психология как объективная наука. М., 1995
- ((ru)) К проблеме внимания Архив на оригинала от 2008-02-13 в Wayback Machine.